# Laprida (município)

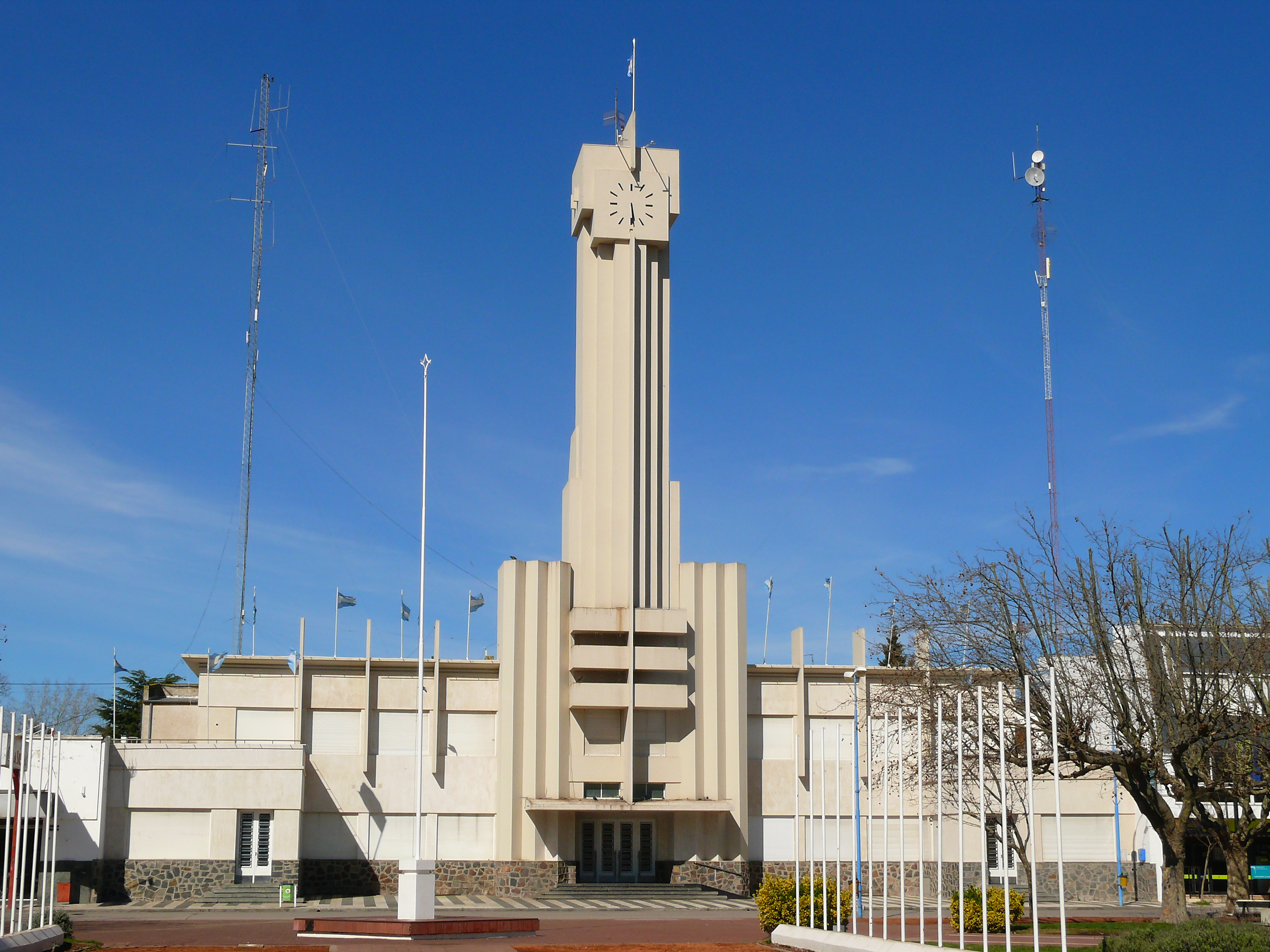
prefeitura da cidade

Laprida (partido) é um partido (município) da província de Buenos Aires, na Argentina. Possuía, de acordo com estimativa de 2019, 10.847 habitantes.